# ボーイハント (テレビドラマ)
『ボーイハント』（Boy-hunt）は、1998年7月6日から9月21日まで毎週月曜日21:00 - 21:54に、フジテレビ系の「月9」枠で放送された日本のテレビドラマ。

## 概要
男同士の友情を描いた『ビーチボーイズ』のヒットを受けて、女同士の友情を描くドラマとして制作された。
ビデオソフトは放送直後に発売されたVHSのみでDVDやBD化はされていないが、2013年3月1日からフジテレビ On Demandにて全話有料動画配信を開始した。

## キャスト
- 片瀬 りり - 観月ありさ

清順女子大3年。裕福な家で育ち、広いマンションで暮らしている。両親はイギリス在住。姉がひとりいる。気さくでかなり大雑把な性格。4話で慶と同棲を始め、最終回で語学学校に通うためにイギリスへ旅立った。
- 中田 千里 - 瀬戸朝香

りりと同じ大学に通う成績優秀な3年生。実家は福島で旅館を経営。父は亡くなっている。きょうだいはおらず一人っ子。涙もろく世話好きで、男らしくうっかり屋さん。慶の元恋人。後にボーイハント先で出会った竹之介と交際する。
- 星野 慶 - いしだ壱成

慶應義塾大学卒のDJ。ヘビーな恋は苦手と公言するモテモテ男。夢は音楽プロデューサー。愛車は年上の女に借りた赤色の古いオープンカー。今まで定職に就かずにいたが、友人の秋元の紹介で音楽会社に就職する。千里の元恋人で、現在はりりと同棲中。
- 屋祖島 エリカ - 華原朋美

りりの友人。実家は、屋祖島の大地主。天真爛漫な性格で、ラジオパーソナリティ、汎ちゃんファンでよくハガキを送っている。やや世間知らず。時々突拍子もない発言をする。11話で大学を中退し、政略結婚することになるも破談。
- 村山 由香里 - 酒井美紀

千里と幼稚園の頃から同じの友人。清純そうに見えるも淫乱だが、無理している。夢は海外留学すること。高校生の頃はファッション雑誌を愛読。りりと千里の仲に嫉妬している。後に海外留学することに。
- 中山 美紀 - 鈴木紗理奈

慶の元恋人。女優を目指しており、オーディションの為に上京。
- 森井 真美子 - 佐藤仁美

りりの友人。掛け声だけは威勢がいい。横浜出身。三宅に惚れており、舞台のチケットを大量購入している。
- 松木 竹之介 - 川岡大次郎

サーファーで熱血。りりと千里が南の島でボーイハントした。最初はボーイハントが理由で近づいてきたりり達に反発するものの、千里に惹かれていき、交際へ発展。
- 楓 京子 - 真田麻垂美

りりの友人で積極的に男を口説く。真美子とは幼稚園の頃からの友人。しっかりしていて気が強い。涼介に恋心を抱いており、猛アタックする。
- 南川 涼介 - 中村竜

サーフィンと海が命。竹之介の友人。サーフィンの為だけにCDショップでアルバイトしている。後に京子と交際する。
- 秋元 良平 - 関口知宏

慶の友人で音楽プロデューサー。慶を会社に誘っている。大学で慶とバンドを組んでいた。
- 河北 まどか - 中島宏海

慶の恋人？。商社から外車センターに転職し、カフェ"十三番”を経営。
- 佐久間 幸輝 - 今井雅之

秋元の会社の上司。慶を””小僧””と呼ぶ。
- 野田 篤志 - 青木堅治

十三階段でバイトしている青年。
- 三宅弘 - 伊藤英明

暗黒舞踊に燃える男。真美子の恋人。

## スタッフ
- 脚本 - 水橋文美江、山崎淳也、近藤てつき
- 音楽 - 武部聡志
- 主題歌 - convertible（観月ありさ&KAYATO）「OH-DARLING」
- 演出 - 木村達昭、新城毅彦、河毛俊作、水田成英
- プロデュース - 金井卓也
- 演出補 - 谷川功
- プロデュース補 - 東美紀
- 企画 - 亀山千広
- 記録 - 井田望、岡田祐子、佐久間亮子
- 制作担当 - 高橋政彦
- 制作主任 - 松本幹之
- 広報 - 大貫伊都子
- 協力 - 砧スタジオ、バスク（テレビ技術会社）、ブルーバック、エススリーカンパニー、K&L、SUPER CRAFT、アクティス、WEST LAKE
- 制作 - フジテレビ第一制作部
- 制作著作 - フジテレビ

## サブタイトル
| 各話                                                      | 放送日        | サブタイトル              | 脚本                | 演出     | 視聴率 |
| --------------------------------------------------------- | ------------- | ------------------------- | ------------------- | -------- | ------ |
| 第1話                                                     | 1998年7月6日  | 恋する夏の日              | 水橋文美江          | 木村達昭 | 20.2%  |
| 第2話                                                     | 1998年7月13日 | とまらない恋心            | 水橋文美江          | 木村達昭 | 17.7%  |
| 第3話                                                     | 1998年7月20日 | 素直になれない恋の行方    | 水橋文美江          | 新城毅彦 | 14.5%  |
| 第4話                                                     | 1998年7月27日 | 彼の本当の気持ちって…     | 水橋文美江          | 新城毅彦 | 14.4%  |
| 第5話                                                     | 1998年8月3日  | 誰よりも好きなのに…       | 水橋文美江          | 木村達昭 | 11.7%  |
| 第6話                                                     | 1998年8月10日 | 竹之介に逢いたい…         | 水橋文美江          | 河毛俊作 | 15.0%  |
| 第7話                                                     | 1998年8月17日 | 忘れたはずの気持なのに    | 近藤てつき          | 新城毅彦 | 13.1%  |
| 第8話                                                     | 1998年8月24日 | 信じていたのに…二人のこと | 水橋文美江          | 水田成英 | 13.7%  |
| 第9話                                                     | 1998年8月31日 | 私たちもう戻れないの？    | 水橋文美江          | 木村達昭 | 15.3%  |
| 第10話                                                    | 1998年9月7日  | 好きにならなきゃよかった  | 水橋文美江 山崎淳也 | 水田成英 | 12.7%  |
| 第11話                                                    | 1998年9月14日 | 捨てなきゃならない友情…   | 山崎淳也            | 新城毅彦 | 11.6%  |
| 最終話                                                    | 1998年9月21日 | 忘れないよ出逢えたこと    | 山崎淳也            | 木村達昭 | 11.1%  |
| 平均視聴率14.2%（視聴率は関東地区・ビデオリサーチ社調べ） |               |                           |                     |          |        |

初回は15分拡大(21:00 - 22:09)
最終回の視聴率の11.1%は、90年代の月9のワースト記録である。